# Orosz–török háborúk
Az orosz–török háborúk az Orosz Birodalom és az Oszmán Birodalom háborúi a 16–20. század között. Az oroszok a mongol-tatár uralom lerázása után keletnek és délnek terjeszkedtek.
1475-ben az Oszmán Birodalom szultánja, II. Bajezid uralma alá hajtotta a Krími Tatár Kánságot, annak seregei a törököket segítették a háborúkban. Az Oszmán Birodalom a 16. századtól kezdett fokozottabb érdeklődést tanúsítani kelet felé, míg Moszkva magát Konstantinápoly örökösének, a harmadik Rómának tekintette, ezért az ortodox keresztények vezetését is magának követelve fordult a törökök kezén levő balkáni területek felé. A török uralom alatt álló ortodox román, szerb, bolgár és görög népek is elsősorban Oroszországtól várták a török kiűzését, erősítette ezt Moszkva szláv jellege is.
Az egyes apró hadjáratokat és portyázó támadásokat leszámítva az igazi háborúk csak a 16. század második felében indultak el. Az orosz–török háborúk azonban nemcsak fegyveres harcokban, hanem egymás zsarolásában és fenyegetésében nyilvánultak meg eleinte leginkább.

## Orosz–török háborúk
- Orosz–török háború (1568–70)
- Orosz–török háború (1570–74)
- Lengyel–török háború (1672–76)
- Orosz–török háború (1676–81)
- Orosz–török háború (1686–1700)
- Pruti hadjárat (1710–11)
- Orosz–török háború (1735–39)
- Orosz–török háború (1768–74)
- Orosz–török háború (1787–92)
- Orosz–török háború (1806–12)
- Kaukázusi háborúk (1817–1864)
- Görög szabadságharc
- Orosz–török háború (1828–29)
- Krími háború (1853–56)
- Orosz–török háború (1877–78)
- Első világháború (1914–18)
- Külföldi_intervenció_az_oroszországi_polgárháborúban#Kaukázus)

## Érdekességek
A 20. században még számos esetben fennállt lehetséges szovjet–török háborúk veszélye.
A tengelyhatalmakkal a második világháború előtt és azalatt állandó kacérkodó Törökország, amely az egyik nyersanyagszállítójuk volt, többször állt azon a ponton, hogy hadat üzen a Szovjetuniónak, így megkönnyítette volna a németek helyzetét, ami által kijuthattak volna a közel-keleti olajmezőkre.
A hidegháború éveiben a NATO rakétaállásokat telepített Törökországba, s a kaukázusi határon gyakran felvonultak a török és szovjet csapatok, amelyek gyakran összetűztek egymással.